# Jörg Hofmann (Geiger)
Jörg Hofmann (* 12. März 1939 in Langula) ist ein deutscher Geiger und ehemaliger Hochschullehrer für Violine in Freiburg im Breisgau.

## Ausbildung und Laufbahn
Sein Studium legte Jörg Hofmann an der Hochschule für Musik „Franz Liszt“ in Weimar ab. Er begann seine Laufbahn als Mitglied des Rundfunk-Sinfonieorchesters Berlin von 1961 bis 1963. An seiner ehemaligen Ausbildungsstätte hatte er bis 1985 Lehraufträge als Assistent, Dozent und Professor inne. Aus seiner dortigen Stellung heraus war er von 1974 bis 1985 Leiter der Weimarer Kammersolisten. Mit einem anderen seiner Ensembles, dem Brahms-Trio Weimar, trat er von 1970 bis 1985 als Konzertmeister bei Festivals in Sofia, Athen und Baden-Baden auf.
1985 wechselte Hofmann an die Hochschule für Musik in Freiburg im Breisgau, wo er Professor für Violine und Methodik wurde. Von dort aus gab er bis 1989 Meisterkurse in Deutschland und Frankreich. Es folgten Konzerte als Solist unter Dirigenten wie Carl von Garaguly, M. Horvath sowie als Solopartner von Igor Dawidowitsch Oistrach. Solo- und Kammerkonzerte in der Staatsoper Berlin, Musikhalle Hamburg, Sankt Petersburger Philharmonie, in Moskau, Riga, Odessa, Indien, Pakistan und im Iran sowie Auftritte beim Wartburgkonzert in Dresden und Eisenach rundeten seine Konzerttätigkeit ab.

## Laufende Projekte
Bis heute gibt Hofmann jungen Schülern und Studenten Privatstunden in Geige oder Bratsche und feiert mit ihnen Erfolge, so z. B. Preise beim Regional- und Bundeswettbewerb „Jugend musiziert“ 2010. Die Preisträger unter seinen Schülern erhalten oftmals Einladungen zur Teilnahme an Konzerten, wie etwa bei den Musiktagen St. Peter 2010. Hofmann hält auch weiterhin Meisterkurse ab, die bevorzugt von japanischen Musikstudenten besucht werden.

## Preise
- Teilnahme Internationaler Johann-Sebastian-Bach-Wettbewerb Leipzig 1968
- Diplom Sibelius-Wettbewerb Helsinki 1970
- Literatur- und Kunstpreis der Stadt Weimar (mit dem Brahms-Trio Weimar) 1980[4]